# Прапор Підгородного
Пра́пор Підгородного — один з офіційних символів міста Підгороднє. Затверджений рішенням сесії міської ради.

## Опис прапора
На квадратному малиновому полотнище понижена жовта постать вершника на жовтому коні. Зверху вершника половина синього диска, на якому жовте сонце з жовтими променями, і два білих журавля один до одного, лівий менше, над ними дев'ять жовтих восьмикутних зірок, покладених дугоподібно, які зменшуються до країв. З боків вершника по дві білих хвилястих смужки. Знизу вершника два жовтих списи, покладених у косий хрест. Поверх них блакитна стрічка з жовтими цифрами «1778». З боків від стрічки обличчям один до одного два козака з жовтими рушницями, порохівницями і шаблями, у червоних шапках і в жовтих чоботях, лівий у червоному жупані з жовтим поясом і блакитними шароварами, правий у блакитному жупані з червоним поясом і шароварами.